# Harfa celtycka

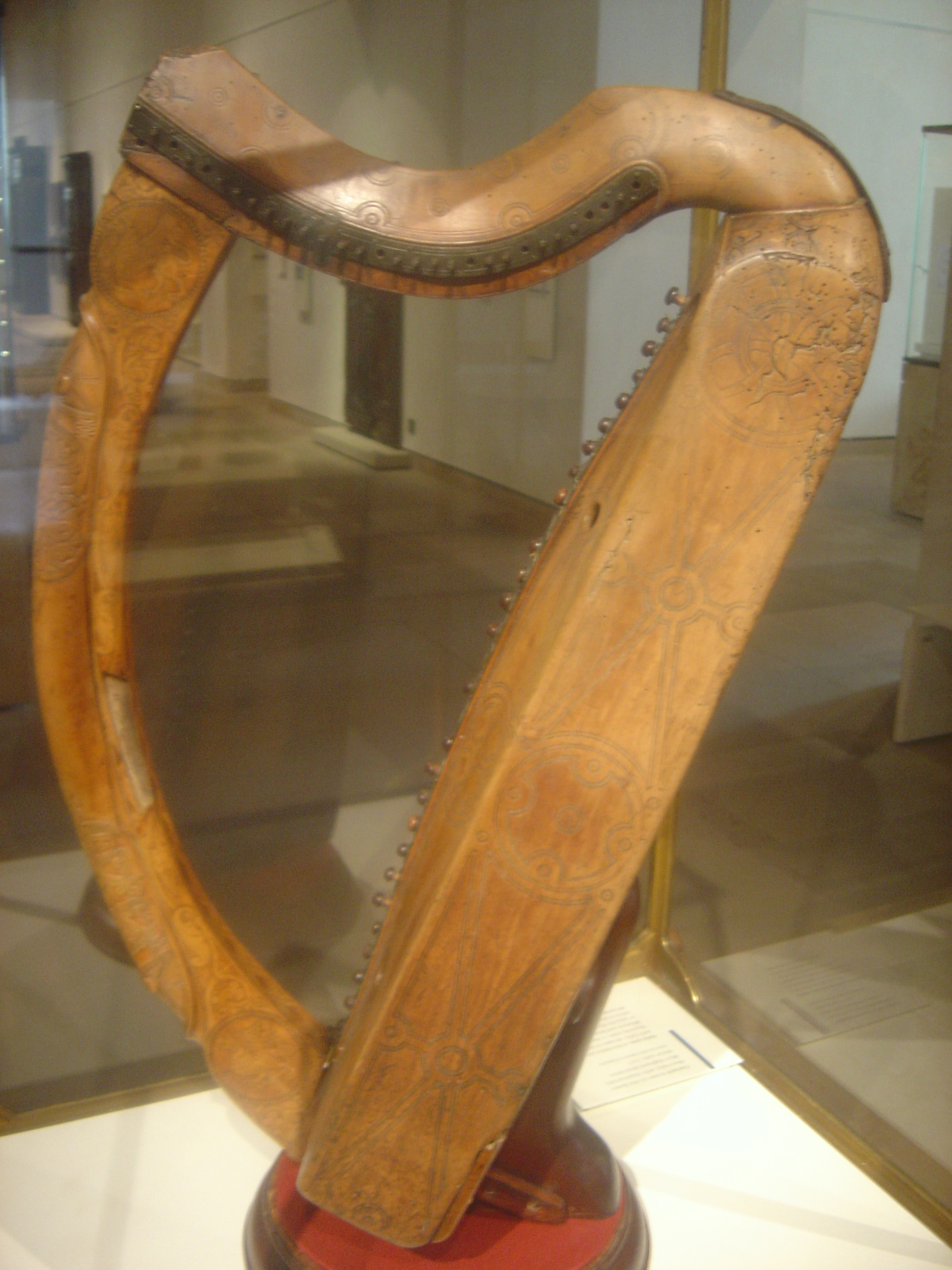
Średniowieczna Harfa Królowej Marii (Clàrsach na Banrigh Màiri), (ok. 1400) wystawiona w Muzeum Narodowym w Edynburgu, jest jedną z trzech zachowanych średniowiecznych wczesnych harf celtyckich.

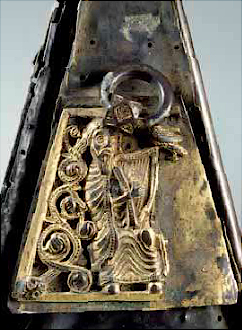
Król Dawid grający na harfie celtyckiej – płaskorzeźba z XI-wiecznego relikwiarza Breac Maodhóg

Harfa celtycka – historyczny instrument Irlandii i Szkocji.
Harfa celtycka to typ harfy, na którym grano w Irlandii i Szkocji między X a XIX wiekiem. Jest symbolem narodowym Irlandii.
Do czasów dzisiejszych zachowało się 18 instrumentów, które miały od 29 do 45+7 metalowych strun, zrobionych z mosiężnego drutu. Na harfie takiej grano trzymając ją na lewym ramieniu i używając długich paznokci do uderzania strun i opuszków palców do wyciszania długiego wybrzmienia.
Harfa o wszelkich cechach metalowostrunowej harfy celtyckiej jest obecna na płaskorzeźbach z X wieku, zaś ostatnim odnotowanym harfiarzem był Patrick Murney, który wyjaśniał strojenie harfy Jamesowi Laverty w 1882.
Odrodzenie harfy celtyckiej zainspirowane zostało działaniami takich osób jak Alan Stivell, ale rozpoczęło się na dobre około 1970 roku dzięki Ann Heymann w USA, Gráinne Yeats w Irlandii i Allison Kinnaird w Szkocji (ok. 1980).